# Edosa glabrella
Edosa glabrella är en fjärilsart som beskrevs av Walker 1863. Edosa glabrella ingår i släktet Edosa och familjen äkta malar.
Artens utbredningsområde är Sri Lanka. Inga underarter finns listade i Catalogue of Life.